# Partido Republicano (Costa Rica)
El Partido Unión Republicana o “Fernandista”, fue una agrupación política costarricense cuyo principal caudillo fue Máximo Fernández Alvarado, candidato a la presidencia en 1902, 1906 y 1913.
El partido Fernandista logró elegir a Ricardo Jiménez Oreamuno para el período 1910-1914  y, mediante una serie de maniobras políticas, a Alfredo González Flores para el período 1914-1918, aunque en 1917 un golpe militar  rompió el orden constitucional. Después de ese hecho Fernández Alvarado se retiró de la política y el partido prácticamente desapareció. Sin embargo, en las elecciones de 1924 el nombre de Partido Republicano volvió a ser utilizado para postular nuevamente la candidatura presidencial de Ricardo Jiménez Oreamuno, quien fue elegido para el período 1924-1928 gracias a una alianza con los reformistas. En elecciones presidenciales posteriores el nombre de Partido Republicano fue de nuevo utilizado por las agrupaciones que postularon respectivamente a Carlos María Jiménez Ortiz (1928) y a Manuel Castro Quesada (1932), pero en ambos casos los resultados les fueron adversos. Menos exitoso fue otro partido llamado Unión Republicana, que en 1932 postuló a Carlos María Jiménez Ortiz.

## Resultados electorales

### Elecciones presidenciales
|  | 21.19 % |

|  | 5.18 % |

|  | 71.89 % |

|  | 42.10 % |

|  | 42.50 % |

|  | 40.80 % |

|  | 22.80 % |

### Elecciones legislativas (con voto directo)
|  | 42.3 % |

|  | 67.1 % |

|  | 51.5 % |

|  | 43.7 % |

|  | 46.7 % |

|  | 18.9 % |

|  | 22.8 % |

|  | 8.6 % |